# Joss Stone
Joss Stone, właśc. Joscelyn Eve Stoker (ur. 11 kwietnia 1987 w Dover) – angielska wokalistka.

## Życiorys
Urodzona w Dover, Stone wychowywała się w Devon, w południowo-zachodniej Anglii.
Jako nastolatka została zauważona, gdy wygrała eliminacje do programu telewizyjnego Star for a Night w 2002. Gdy w programie w błyskotliwy sposób zaśpiewała piosenkę Donny Summer „On the Radio”, mimo iż sama nie była zadowolona ze swego występu, zwróciła uwagę londyńskich producentów znanych jako Boilerhouse Boys (Andy Deana oraz Bena Wolfa), dzięki którym nawiązała kontakt ze Steve’em Greenbergiem – założycielem i dyrektorem generalnym wytwórni S-Curve Records. Na jego zaproszenie młoda Stone wyjechała do Nowego Jorku, gdzie rozpoczęła pracę nad płytą The Soul Sessions.
Debiutancki album wydała w 2003, mając 16 lat. Na płycie znalazło się 10 klasycznych utworów w nowej interpretacji wokalistki. Przy pracy nad tą płytą Stone współpracowała z takimi uznanymi wokalistkami jak Angie Stone czy Betty Wright (chórki), oraz z zespołem The Roots. Płyta sprzedała się w ponad dwumilionowym nakładzie, uzyskując przy tym status złotej płyty w Stanach Zjednoczonych i potrójnej platyny w Wielkiej Brytanii.
Jednak, jak twierdzi ona sama, jej prawdziwym debiutem był drugi album Mind, Body & Soul, który ukazał się we wrześniu 2004. Produkcją płyty zajmował się również m.in. Steve Greenberg. Na albumie tym znajdują się już oryginalne piosenki wokalistki. Płyta Mind, Body & Soul uzyskała status platynowej płyty w USA oraz potrójnej platyny w Wielkiej Brytanii. Stone wydała również DVD Mind, Body & Soul Sessions: Live in New York City, która jest zapisem jednego z koncertów w Nowym Jorku.
Joss Stone chętnie współpracuje z innymi wokalistami, czego efektem są jej liczne występy i nagrania z takimi artystami jak: Melissa Etheridge, Blondie, Elton John, Gladys Knight, James Brown, Donna Summer, Angélique Kidjo, Robbie Williams, John Legend, Sting, Rod Stewart, Herbie Hancock i in. 19 września 2011 ukazał się album grupy SuperHeavy, którą Joss Stone utworzyła wspólnie z Mickiem Jaggerem, Dave'em Stewartem, Damianem Marleyem oraz A. R. Rahmanem.
Artystka znana jest również ze wspierania akcji charytatywnych, wystąpiła m.in. na koncercie Live 8 w Hyde Parku.
Joss Stone ma na swoim koncie kilka ról aktorskich, zagrała m.in. Annę Kliwijską w serialu Dynastia Tudorów.
14 września 2020 ogłosiła na Instagramie, że jest w ciąży.
W 2022 uruchomiła podcast o szczęściu zatytułowany A Cuppa Happy.

## Nagrody i nominacje
W lutym 2005 wygrała dwie nagrody Brit Awards: British Female Solo Artist i British Urban Act, była także nominowana w kategorii British Breakthrough Act. W czasie gali rozdania nagród razem z Melissą Etheridge wykonały „Cry Baby” i „Piece Of My Heart” w hołdzie Janis Joplin.
Otrzymała nominacje do nagród nagród Grammy 2005 w kategoriach: Best New Artist, Best Female Pop Vocal Performance, Best Pop Vocal Album.

## Dyskografia

### Albumy
| 2003                           | The Soul Sessions - Data: 16 września 2003 - Wydawca: Relentless Records     | 4  | 39 | 23 | 4  | 14 | 4  | 12 | 4  | 8  | 16 | 91  | 8  | 7  | 23 | 4  | 28 |
| 2004                           | Mind, Body & Soul - Data: 15 września 2004 - Wydawca: Relentless Records     | 7  | 11 | 9  | 5  | 16 | 10 | 21 | 3  | 5  | 7  | 23  | 12 | 3  | 24 | 1  | 24 |
| 2007                           | Introducing Joss Stone - Data: 9 marca 2007 - Wydawca: Relentless Records    | 6  | 2  | 22 | 8  | 2  | 27 | 31 | 1  | 17 | 15 | 37  | 7  | 5  | 36 | 12 | 25 |
| 2009                           | Colour Me Free! - Data: 20 października 2009 - Wydawca: Virgin Records       | 26 | 10 | 63 | 17 | 5  | —  | —  | 16 | —  | —  | 102 | 53 | 50 | 56 | 75 | —  |
| 2011                           | LP1 - Data: 21 lipca 2011 - Wydawca: Stone'd, Surfdog                        | 5  | 1  | 46 | 15 | 2  | —  | —  | 6  | —  | —  | 153 | 80 | 12 | 39 | 36 | —  |
| 2012                           | The Soul Sessions Volume 2 - Data: 23 lipca 2012 - Wydawca: Stone'd, Surfdog | 7  | 10 | 82 | 6  | 5  | —  | —  | 2  | —  | 42 | —   | 62 | 25 | 44 | 6  | —  |
| 2015                           | Water for Your Soul - Data: 31 lipca 2015 - Wydawca: Stone'd                 | 11 | 34 | 77 | 13 | 1  | —  | —  | —  | —  | —  | —   | 30 | 27 | 68 | 13 | —  |
| "—" pozycja nie była notowana. |                                                                              |    |    |    |    |    |    |    |    |    |    |     |    |    |    |    |    |

### Kompilacje
| Rok  | Tytuł                                                                       | Pozycja na liście | Pozycja na liście | Pozycja na liście |
| Rok  | Tytuł                                                                       | AUT               | CHE               | ITA               |
| ---- | --------------------------------------------------------------------------- | ----------------- | ----------------- | ----------------- |
| 2011 | The Best of Joss Stone 2003–2009 - Data: 23 września 2011 - Wydawca: Virgin | 58                | 57                | 98                |

### Single
| 2004                           | "Fell in Love with a Boy"                      | —   | —  | 18  | —  | —  | —  | 16 | 23 | —  | —  | The Soul Sessions        |
| 2004                           | "Super Duper Love"                             | 78  | —  | 18  | —  | —  | —  | —  | —  | —  | —  | The Soul Sessions        |
| 2004                           | "You Had Me"                                   | 77  | —  | 9   | 40 | 54 | 23 | 21 | 26 | 15 | 45 | Mind Body & Soul         |
| 2004                           | "Right to Be Wrong"                            | —   | —  | 29  | 46 | —  | —  | 2  | —  | —  | —  | Mind Body & Soul         |
| 2005                           | "Spoiled"                                      | —   | —  | 32  | —  | —  | —  | 6  | —  | —  | —  | Mind Body & Soul         |
| 2005                           | "Don't Cha Wanna Ride"                         | 100 | —  | 20  | 93 | —  | —  | 10 | —  | —  | —  | Mind Body & Soul         |
| 2007                           | "L-O-V-E"                                      | —   | —  | 100 | 75 | —  | —  | —  | —  | —  | —  | Introducing...Joss Stone |
| 2007                           | "Tell Me 'Bout It"                             | 64  | 83 | 28  | 33 | 60 | —  | 2  | —  | 12 | —  | Introducing...Joss Stone |
| 2007                           | "Tell Me What We're Gonna Do Now" (ft. Common) | —   | —  | 84  | 66 | —  | —  | 14 | —  | —  | —  | Introducing...Joss Stone |
| 2008                           | "Baby Baby Baby"                               | —   | —  | —   | —  | —  | —  | —  | —  | —  | —  | Introducing...Joss Stone |
| 2009                           | "Free Me"                                      | —   | —  | —   | 50 | —  | —  | —  | —  | —  | —  | Colour Me Free!          |
| 2010                           | "Stalemate"                                    | —   | —  | —   | —  | —  | —  | —  | —  | —  | —  | Colour Me Free!          |
| 2011                           | "Somehow"                                      | —   | —  | —   | —  | —  | —  | 44 | —  | —  | —  | LP1                      |
| 2011                           | "Karma"                                        | —   | —  | —   | —  | —  | —  | —  | —  | —  | —  | LP1                      |
| 2011                           | "Don't Start Lying To Me Now"                  | —   | —  | —   | —  | —  | —  | —  | —  | —  | —  | LP1                      |
| "—" pozycja nie była notowana. |                                                |     |    |     |    |    |    |    |    |    |    |                          |

### DVD
| Rok  | Tytuł |
| ---- | --- |
| 2004 | Mind, Body & Soul Sessions: Live From New York City - Data: 13 grudnia 2004 - Wydawca: Relentless Records |